# Long An, Cần Giuộc
Long An là một xã thuộc huyện Cần Giuộc, tỉnh Long An, Việt Nam.

## Địa lý
Xã Long An nằm ở phía nam huyện Cần Giuộc, có vị trí địa lý:
- Phía đông giá các xã Phước Vĩnh Tây và Long Phụng
- Phía tây giáp xã Thuận Thành
- Phía nam giáp huyện Cần Đước
- Phía bắc giáp thị trấn Cần Giuộc.

Xã có diện tích 10,07 km², dân số năm 1999 là 6.785 người, mật độ dân số đạt 674 người/km².

## Hành chính
Xã được chia thành 4 ấp: 1, 2, 3, 4.